# Гекатомпил
Гекатомпил (др.-греч. Ἑκατόμπυλος) или Саддарвазех (перс. صددروازه‎) — исторический город в западной части Хорасана, древняя столица Парфии (в сер. III века до н. э.), 1260 стадий на северо-восток от Каспийских ворот. Его точное местоположение неизвестно, но большинство ученых считает, что он находился в районе нынешнего Шах-Руд (или же Шахp-и Кумис) около города Дамган.
Древнее туземное название города неизвестно; греческое и персидские названия означают «Имеющий сто врат», «Стовратный». Возможно, дано от того, что там сходились все дороги из парфянских провинций, либо же по причине множества городских ворот — больше традиционных четырёх.
Основан Селевком I Никатором. Был уничтожен землетрясением 856 года